# Ротшпон

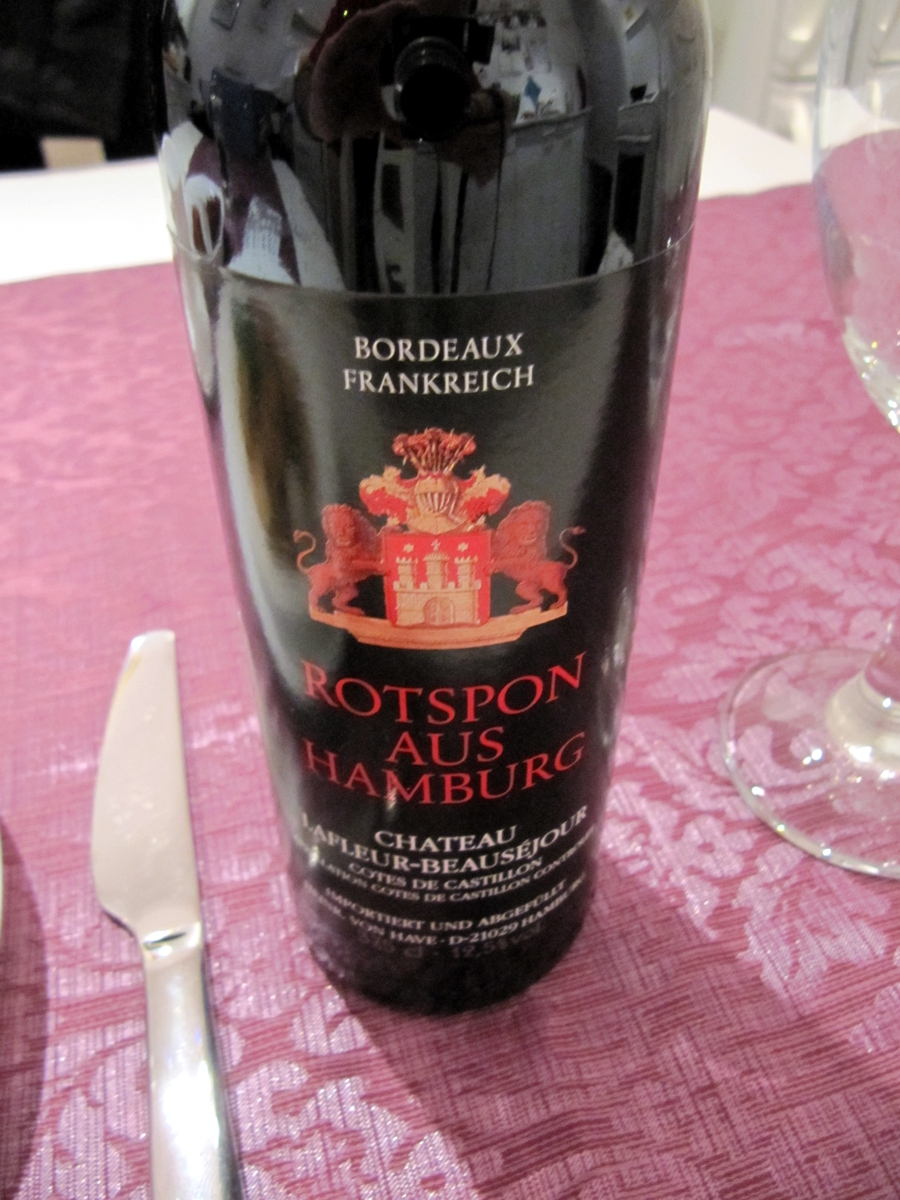
Гамбургский ротшпон

Ро́тшпон (нем. Rotspon — «красное дерево», «красная щепа», «красные опилки», «красный деревянный сосуд») — французское молодое красное вино, по старинной традиции начиная с XIII века доставляемое в дубовых бочках в ганзейские города, где его после дозревания разливают в бутылки. Считается, что благодаря морскому климату ротшпон в глубоких винных погребах приобретает особый вкус. В отношении происхождения названия выдвигается несколько версий: красное вино могло окрашивать красным внутреннюю поверхность деревянных бочек, в которых его перевозили, деревянных жбанов, из которых его пили, или вываренную деревянную стружку, которую закладывали в бочки в качестве консерванта. Сохранилось упоминание о том, что ещё в 1375 году некий купец торговал в Данциге бордоским вином.
Название «любекский ротшпон» для недорогих, но добротных красных вин из Любека появилось в XVII веке, его носят только красные вина, импортированные в город в бочках, а ныне и в цистернах, из винодельческого региона Бордо. Любекский ротшпон обрёл популярность у офицеров наполеоновской армии после оккупации города в 1806 году. Его также поставляли ко двору российского императора, рошпон ценило русское и прибалтийское дворянство. В ресторане любекского «Шкиперского общества» ротшпон рекомендуют к маринованной сельди. Гамбургский ротшпон подают на официальных приёмах, устраиваемых Парламентом и Сенатом Гамбурга в Гамбургской ратуше. Ротшпон производят также в Бремене, Ростоке и Мюнстере, а также в бельгийском Антверпене. Торговля ротшпоном особенно развивалась в XVI—XVII веках.
Большим ценителем ротшпона был поэт Фриц Рейтер. Томас Манн упоминает ротшпон в своем романе «Будденброки», а Генрих Манн — в рассказах «Похищенный документ» и «Незнакомец» и комедии «Чулочная подвязка». Вольфганг Кёппен в своём романе «Юность» описал старинный рецепт горячего ротшпона с шафраном, гвоздикой и корицей. Ротшпон встречается в мемуарах Феликса фон Люкнера «Морской чёрт» и рассказе Альфреда Андерша «Занзибар, или Последняя причина».